# 亨德森 (德克薩斯州)
亨德森（英語：Henderson）是一個位於美國德克薩斯州臘斯克縣的城市。根據2010年美國人口普查，該地共人口13712人，而該地的面積約為31.10平方千米。同時該地也是臘斯克縣的縣治。

## 地理
亨德森的座標為32°09′14″N 94°48′10″W / 32.15389°N 94.80278°W，而該地的平均海拔高度為496米（即1627英尺）。